# Nicolas Cop
Nicolas Cop (* um 1501 in Paris; † 1540; auch Nicolaus Cop, Nicolaus Copus; Kopp; fr.: Nicola) war ein Rektor und Mediziner.

## Leben
Er war der jüngste Sohn von Wilhelm Kopp, dem Leibarzt des französischen Königs Franz I. und Freund von Erasmus von Rotterdam. Seine Brüder Jean und Michel wurden Kanoniker und Justitiar in Paris bzw. Pastor in Genf.
Cop studierte in Paris Philosophie und Medizin, lehrte ab 1530 Philosophie am Collège Sainte-Barbe und wurde am 10. Oktober 1533 zum Rektor der Universität Paris ernannt. Sein Nachfolger am Collège Sainte-Barbe war der portugiesische Humanist und Pädagoge André de Gouveia. Er war befreundet mit des Königs Schwester Margarete von Navarra. Er nutzte seinen Posten, um deren Werk Le Miroir de l'âme pécheresse zu rehabilitieren.
Nach seiner protestantisch gefärbten Antrittsrede vom 1. November 1533, die höchstwahrscheinlich unter Beteiligung Johannes Calvins entstand, mussten beide aus Paris fliehen. Cop begab sich bis Februar 1534 nach Basel und traf sich dann in Freiburg mit Erasmus und Ludwig Bär. Er hielt Kontakt zu den Reformern in Straßburg und Ludovicus Carinus, den er wohl aus Paris kannte.
Er ging wieder nach Paris, wo er im Mai 1536 das medizinische Lizenziat erwarb. Im folgenden Jahr wurde er nach Schottland abberufen, wo die frisch verheiratete Madeleine von Frankreich erkrankt war. Er lehrte auch Medizin an der Universität Paris, starb aber plötzlich im Winter 1539/40.